# Нимрод (крепост)
Нимрод (на иврит: מבצר נמרוד [Мивцар Нимрод] – крепост Нимрод; на арабски: قلعة الصبيبة [Калаат ас-Субейба] – Замък на Голямата скала) е средновековна крепост в Светите земи.
Носи името на древновавилонския цар Нимрод. Намира се на надморска височина около 800 метра в северната част на Голанските възвишения, принадлежащи на Сирия (според Съвета за сигурност на ООН).